# Příchovický potok
Příchovický potok är ett vattendrag i Tjeckien. Det ligger i den västra delen av landet, 100 km sydväst om huvudstaden Prag.